# Ichneumon varicolor
Ichneumon varicolor là một loài tò vò trong họ Ichneumonidae.